# حثل شحمي بطني نابذ
الحثل الشحمي البطني النابذ (بالإنجليزية: Centrifugal abdominal lipodystrophy) أو الحثل الشحمي النابذ (بالإنجليزية: Centrifugal lipodystrophy) أو الحثل الشحمي النابذ البطني الطفولي (بالإنجليزية: Lipodystrophia centrifugalis abdominalis infantalis) هو مرض جلدي نادر، يمتاز بفقدان شحوم تحت الجلد.